# 2158 Tietjen
2158 Tietjen eller 1933 OS är en asteroid i huvudbältet, som upptäcktes 24 juli 1933 av den tyske astronomen Karl Wilhelm Reinmuth i Heidelberg. Den har fått sitt namn efter den tyske astronomen Friedrich Tietjen.
Asteroiden har en diameter på ungefär 22 kilometer.